# El Tabo
El Tabo è un comune del Cile della provincia di San Antonio nella Regione di Valparaíso. Al censimento del 2002 possedeva una popolazione di 7.028 abitanti.

## Società

### Evoluzione demografica
| Censimento del 1992 | Censimento del 2002 |
| 4.513 ab.           | 7.028 ab.           |